# Norbert Kiechle
Norbert Kiechle (* 7. April 1885 in Tannheim; † 15. Juli 1966 in Leutkirch im Allgäu) war ein Politiker, Rechtsanwalt und Landrat des Landkreises Wangen.

## Werdegang
Kiechle, Sohn des Kleinbauern Alois Kiechle und der Veronika geb. Vogel, wuchs in einer Familie mit neun Geschwistern in Tannheim auf. Dort besuchte er die Volksschule. Von 1905 bis 1910 absolvierte er ein Studium der Rechtswissenschaften an der Eberhard Karls Universität in Tübingen. Nach der I. und II. juristischen Staatsprüfung übte er, mit Unterbrechungen, von 1914 bis 1945 den Beruf des Rechtsanwaltes in Leutkirch aus.
Im Jahre 1919 heiratete er die aus Saulgau stammende Luise Stephanie Margareta Bachmann, die ihm 1921 seinen Sohn Otto gebar. In dieser Zeit war er für die Deutsche Zentrumspartei Mitglied der Verfassunggebenden Landesversammlung Württemberg. Während des Zweiten Weltkriegs diente er von 1941 bis 1942 bei der Wehrmacht. Ab 1945 war er Amtsgerichtsrat und persönlicher Bevollmächtigter des damaligen Landrates Josef Kraus für das nördliche Kreisgebiet. Von 1946 bis 1949 war er Landrat des Landkreises Wangen, danach erster stellvertretender Verbandsvorsitzender der Oberschwäbischen Elektrizitätswerke (OEW) und seit 1948 Vertreter dieser im Aufsichtsrat der Energie-Versorgung Schwaben (EVS).
Er starb 1966 in Leutkirch im Allgäu.

## Mitgliedschaften
- Katholische Studentenverbindung KStV Alamannia Tübingen.